# Departamento de Famatina
Departamento de Famatina är en kommun i Argentina.   Den ligger i provinsen La Rioja, i den nordvästra delen av landet, 1 100 km nordväst om huvudstaden Buenos Aires.
Omgivningarna runt Departamento de Famatina är i huvudsak ett öppet busklandskap. Trakten runt Departamento de Famatina är nära nog obefolkad, med mindre än två invånare per kvadratkilometer.